# Iante
Iante (en grec antic Ἰάνθη), va ser segons la mitologia grega, una de les oceànides, filla d'Oceà i de Tetis.
El seu nom significa "la noia de les violetes".